# لواء النقب
لواء النقب الثاني عشر ((بالعبرية: חטיבת הנגב‏)، حاتيفات هانيجيف) هي لواء مشاة احتياطي إسرائيلي في إطار فرقة سينا، خدم خلال حرب 1948.

## التاريخ

### التأسيس والتنظيم

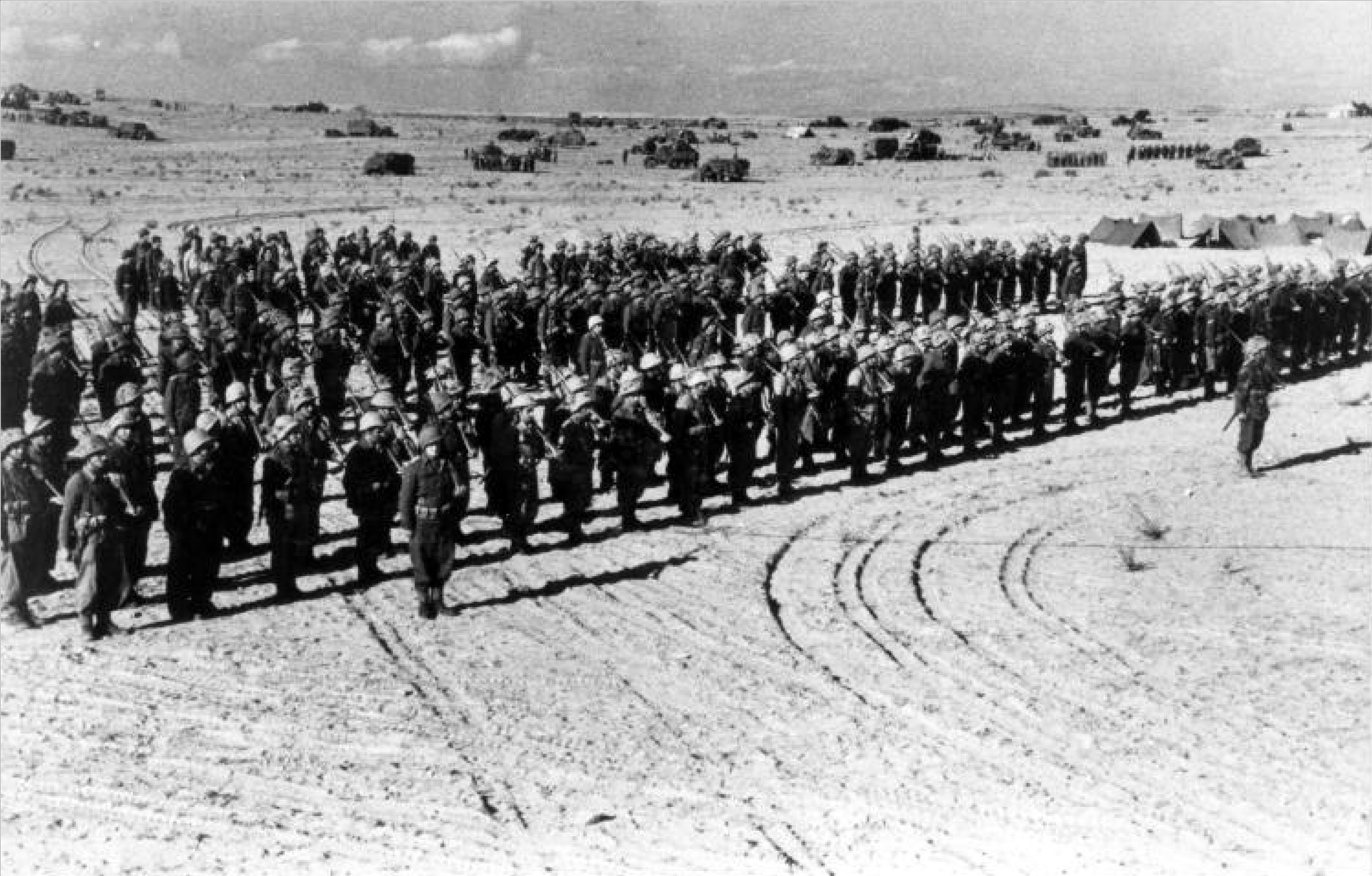
استعراض لواء النقب قبل عملية حوريب

تأسس اللواء في مارس 1948 بكتيبتين هما الثانية والثامنة، وتم إنشاء الكتيبة السابعة في أبريل، وكانت الكتيبة التاسعة هي آخر الكتائب الأربع. اختار يسرائيل جليلي رئيس أركان الهاغاناه، وإيجال ألون قائد البلماح ناحوم ساريج لقيادة اللواء في ديسمبر 1947، على الرغم من أن سكان النقب وديفيد بن غوريون عينوا شاؤول أفيغور بدلاً من ذلك دون علم ساريج. بعد أن قام أفيغور بجولة في النقب، أخبر بن غوريون أنه لن يكون قادراً على قيادة اللواء مشيراً إلى تدهور الحالة الصحية، وأشاد بساريج.
كان اللواء تحت ثيادة يقودها ناحوم «سيرجي» ساريج (ولهذا السبب كان يطلق عليه أيضًا لواء سيرجي) ويتألف من أربع كتائب بالماح. شارك لواء النقب في العديد من العمليات في صحراء النقب، بما في ذلك عملية يوآب في الجزء الأخير من الحرب. قرر ساريج تقسيم النقب إلى قطاعين، مقسومين على طريق بئر السبع - غزة (فيما بعد الطريق السريع 25)، ثم قام إيغال ألون بتعيين حاييم بارليف كقائد للقطاع الجنوبي - الكتيبة الثامنة. يسجل موقع البلماح التذكاري أسماء 312 من أعضائه الذين لقوا حتفهم في لواء النقب.

## تخليد الذكرى
- خارج بئر السبع يقف تمثال داني كارافان «نصب لواء النقب».

## معرض الصور

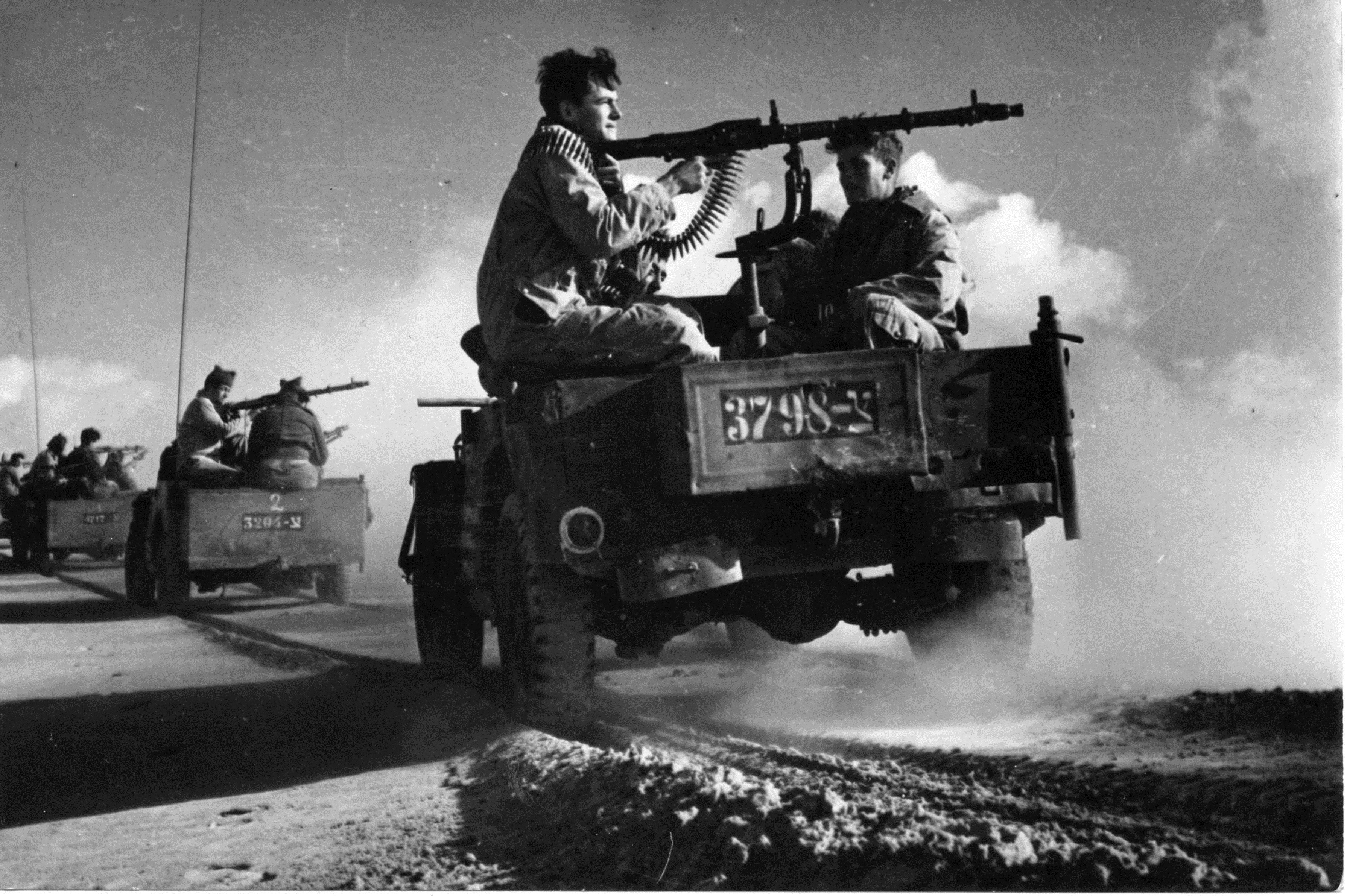
غارة لواء النقب على مطار بير حماة أثناء عملية حوريف
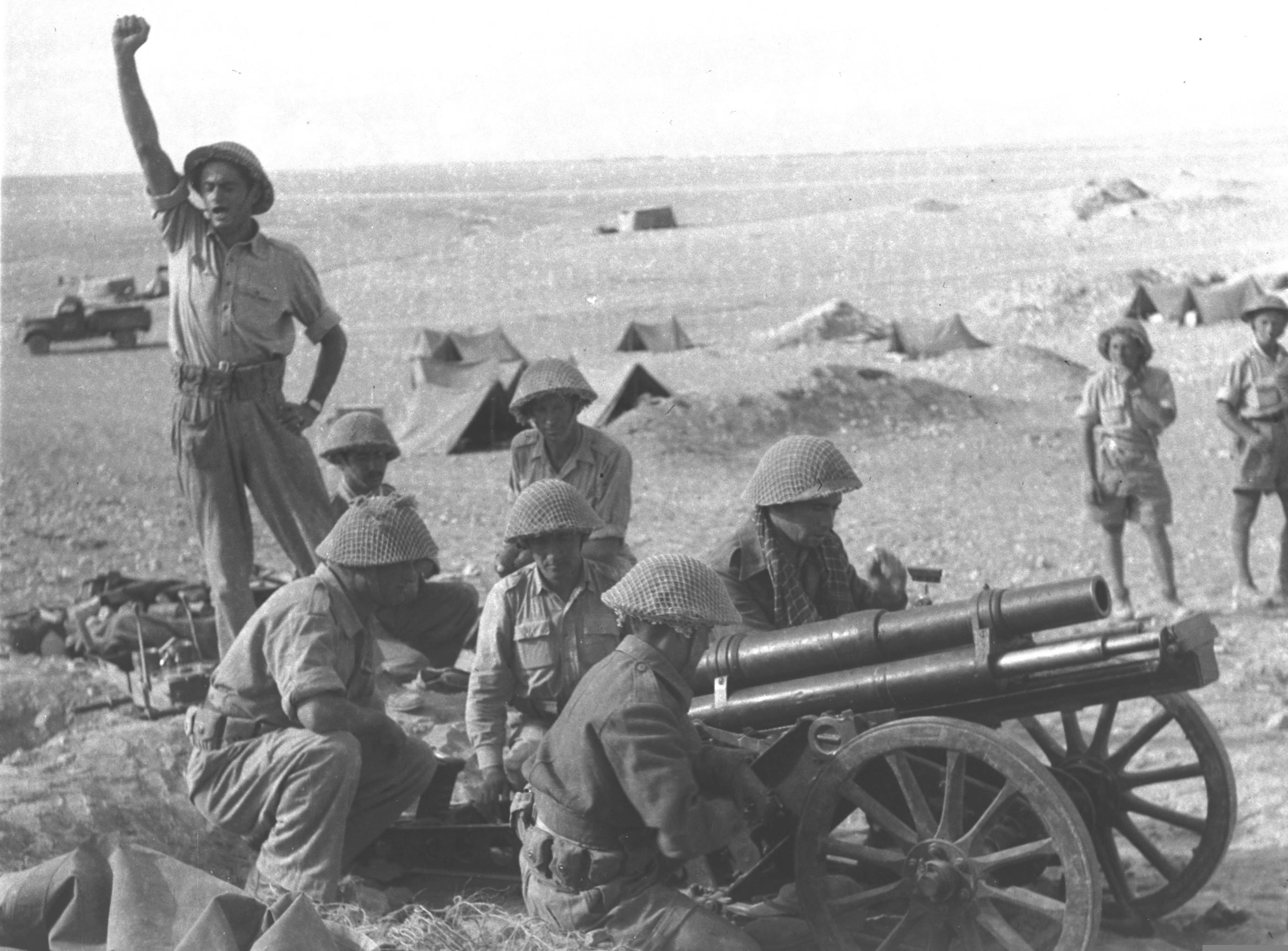
وحدة مدفعية لواء النقب
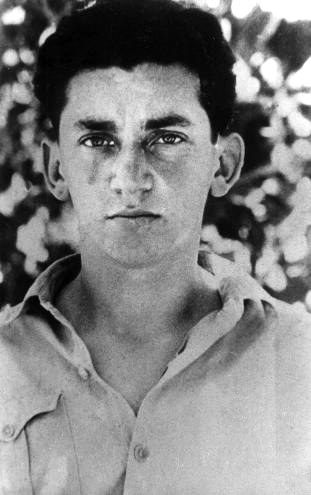
حاييم بار ليف ، قائد الكتيبة الثامنة من لواء النقب الثاني عشر (1948)
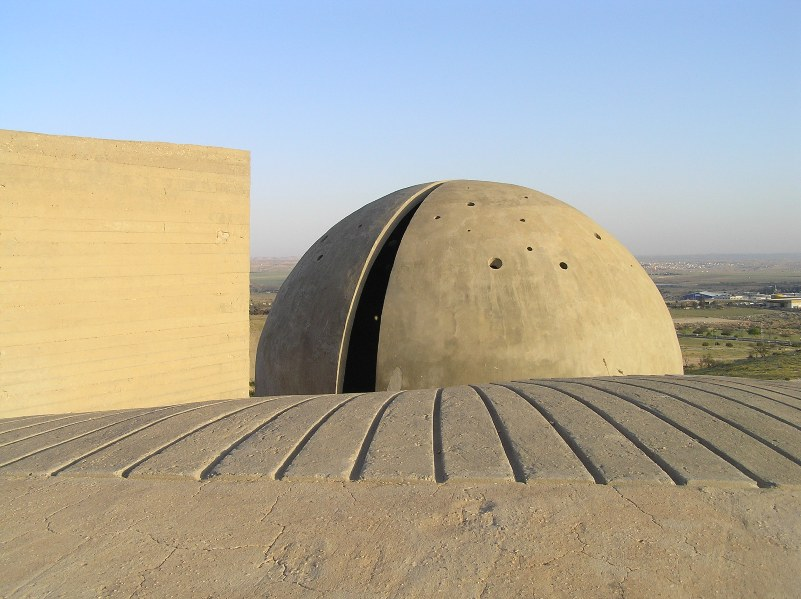
قبة لواء النقب التذكارية
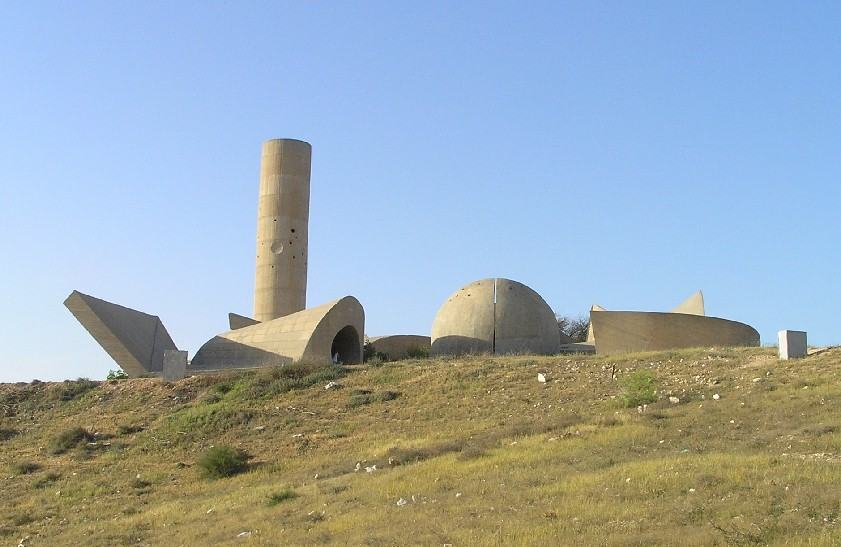
لواء النقب التذكاري